# Pico Lassen

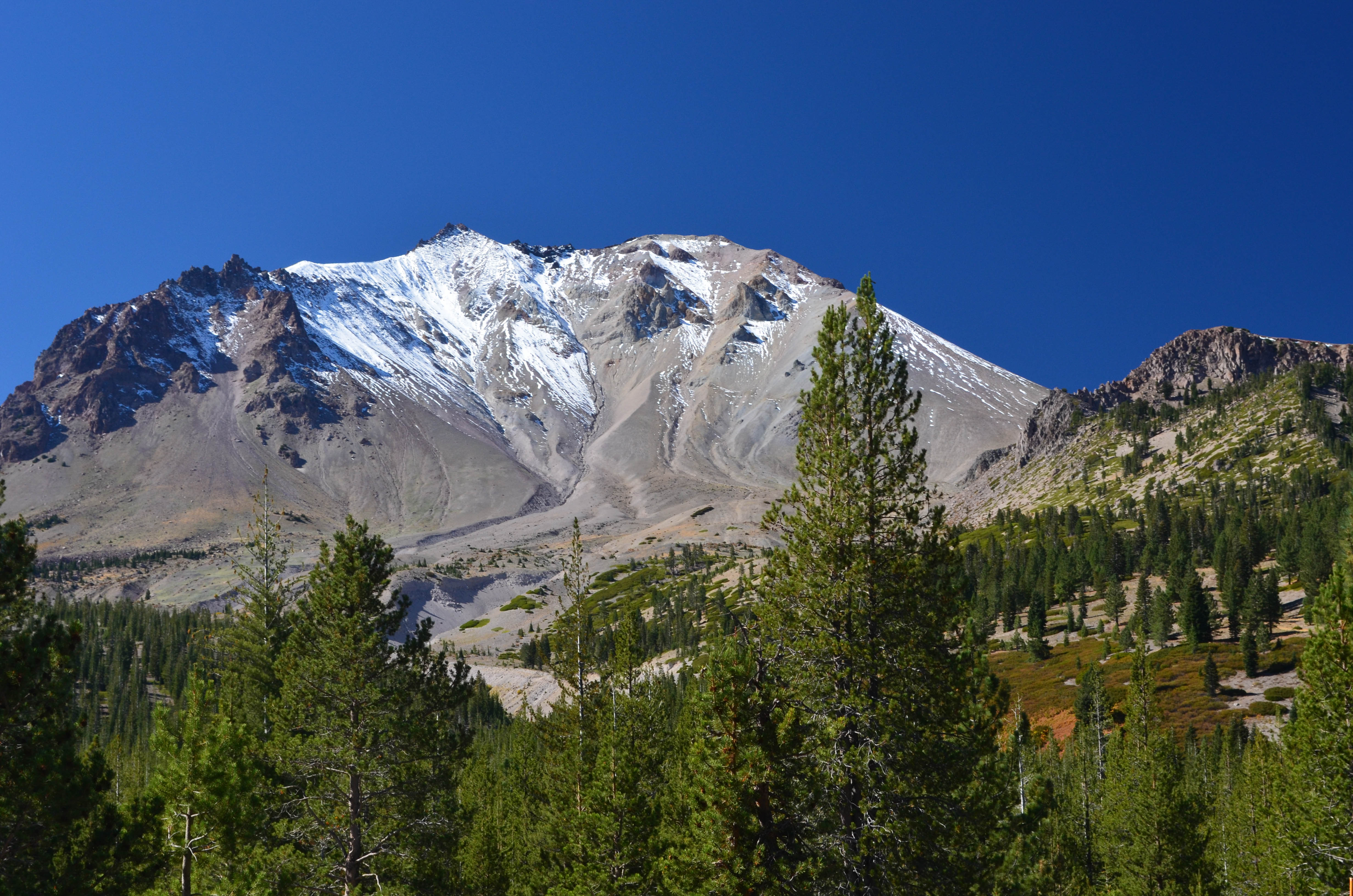
Pico Lassen

Pico Lassen, também conhecido como Monte Lassen, é o vulcão ativo mais meridional na Cordilheira das Cascatas. Localizado na região de Shasta Cascade, no norte da Califórnia, Estados Unidos, o Lassen sobe 600 metros acima do terreno circundante e tem um volume de 2 km³, o que o torna um dos maiores domos de lava na Terra. Foi criado a partir do flanco nordeste destruído do antigo Monte Tehama, um estratovulcão 300 metros mais alto que o Lassen Peak. É parte do Arco Vulcânico das Cascatas, que se estende do sudoeste da Colúmbia Britânica ao Norte da Califórnia.
Em 22 de maio de 1915, uma poderosa erupção explosiva em Lassen Peak devastou áreas próximas e espalhou cinzas vulcânicas para 300 km a leste. Esta explosão foi a mais poderosa de uma série de erupções que ocorreram entre 1914 e 1917. O Lassen Peak e o Monte Santa Helena foram os dois únicos vulcões no Estados Unidos continentais a entrar em erupção no século XX. O Parque Nacional Vulcânico Lassen foi criado no condado de Shasta, Califórnia, para preservar as áreas devastadas como eram para observação, estudos e para preservar as características vulcânicas próximas.